# Presa derivadora

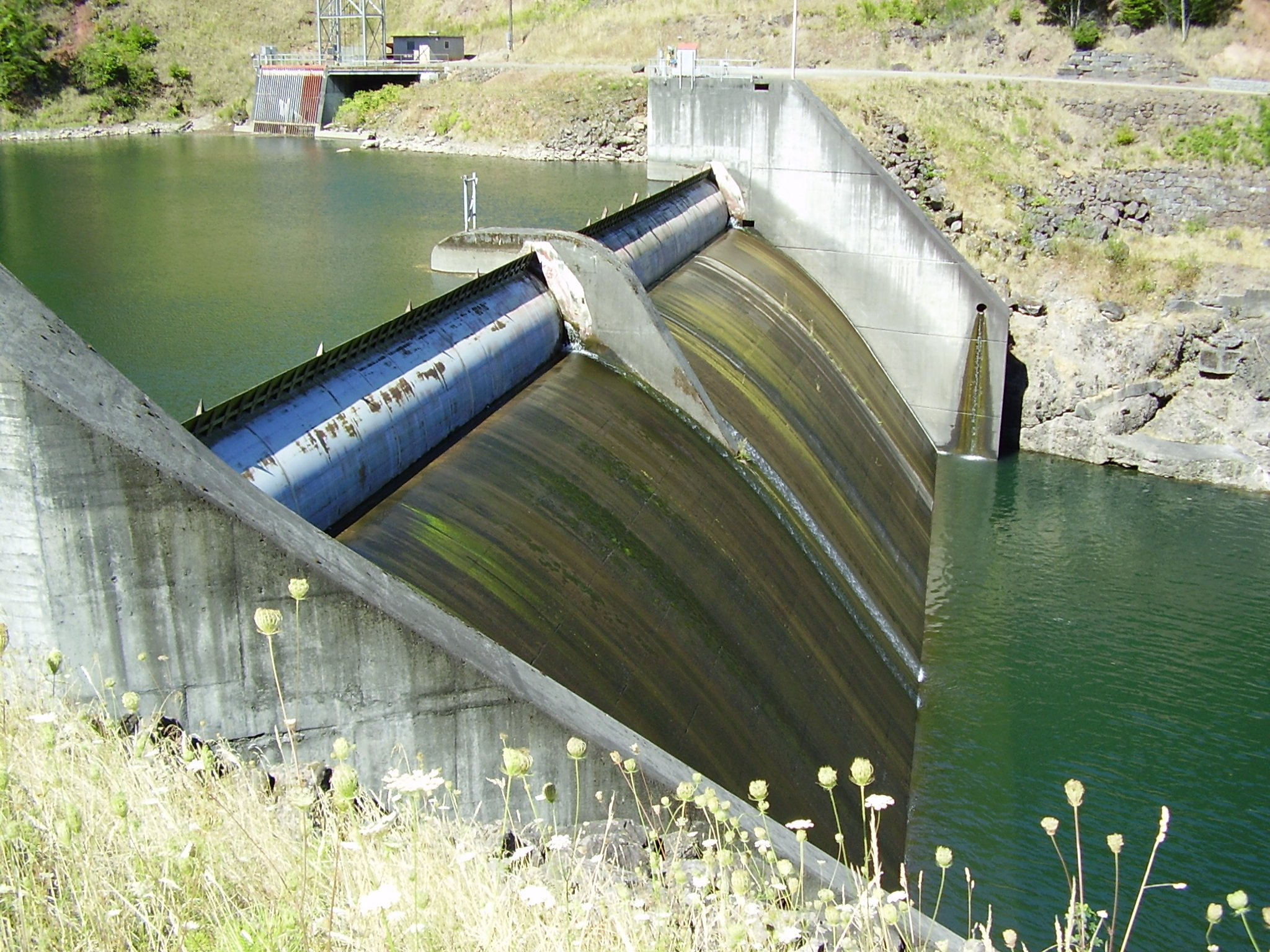
La presa derivadora de Faraday en el río Clackamas. Esta presa ralentiza un río normalmente rápido y poco profundo para una desviación parcial a una presa hidroeléctrica. La abertura del túnel de desvío se puede ver en la parte superior izquierda.

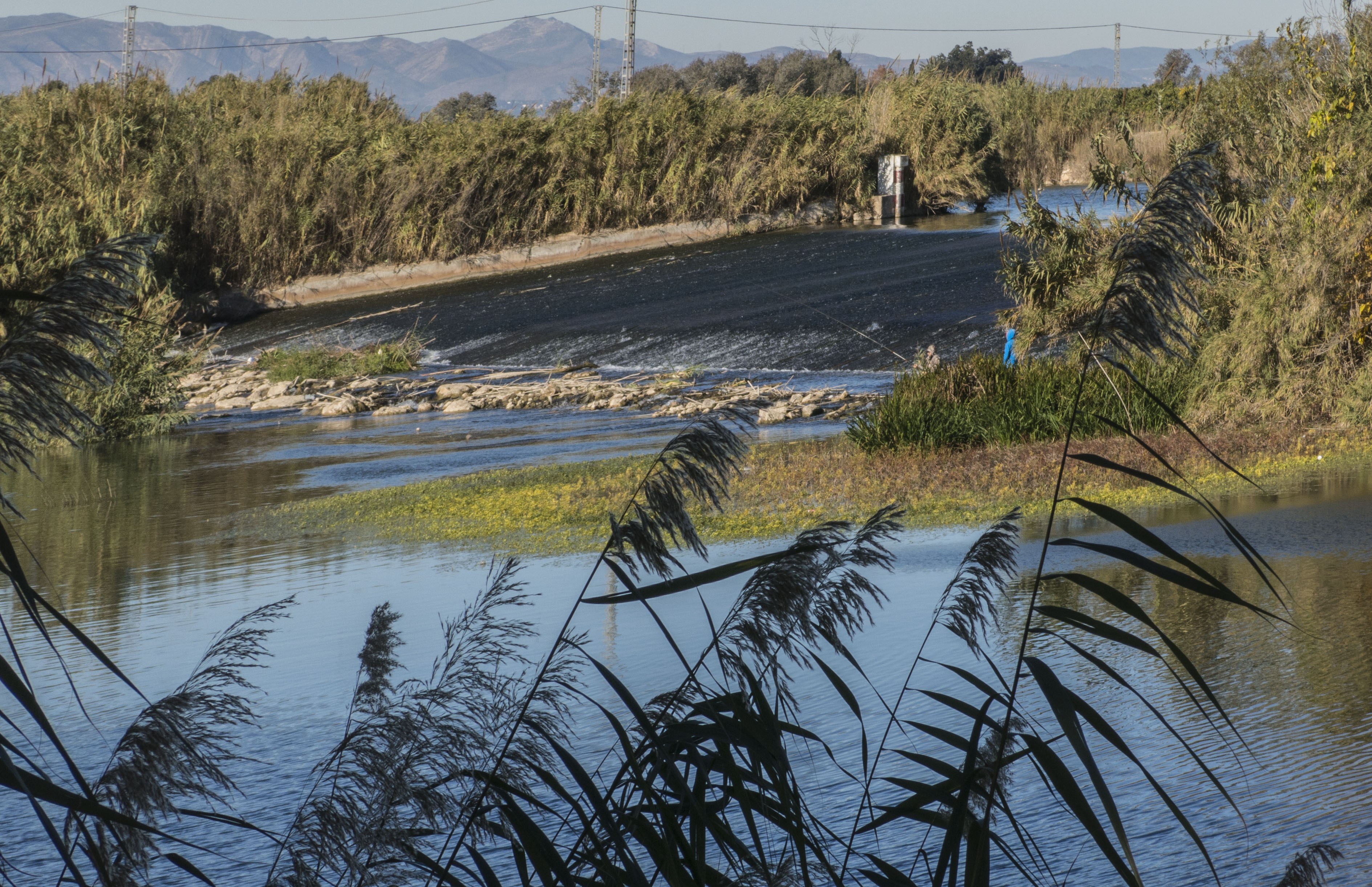
Azud de Sueca (río Júcar en Riola)

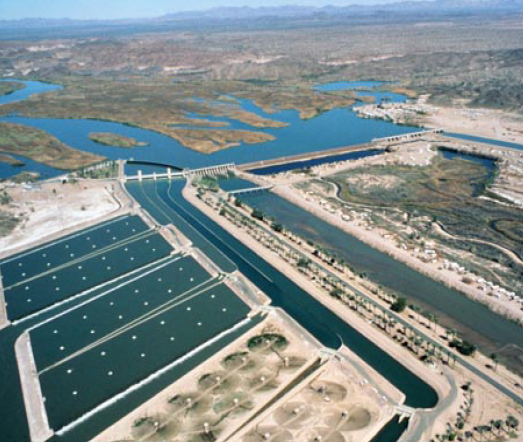
La Represa Imperial desviando el Río Colorado en el suroeste de Estados Unidos.

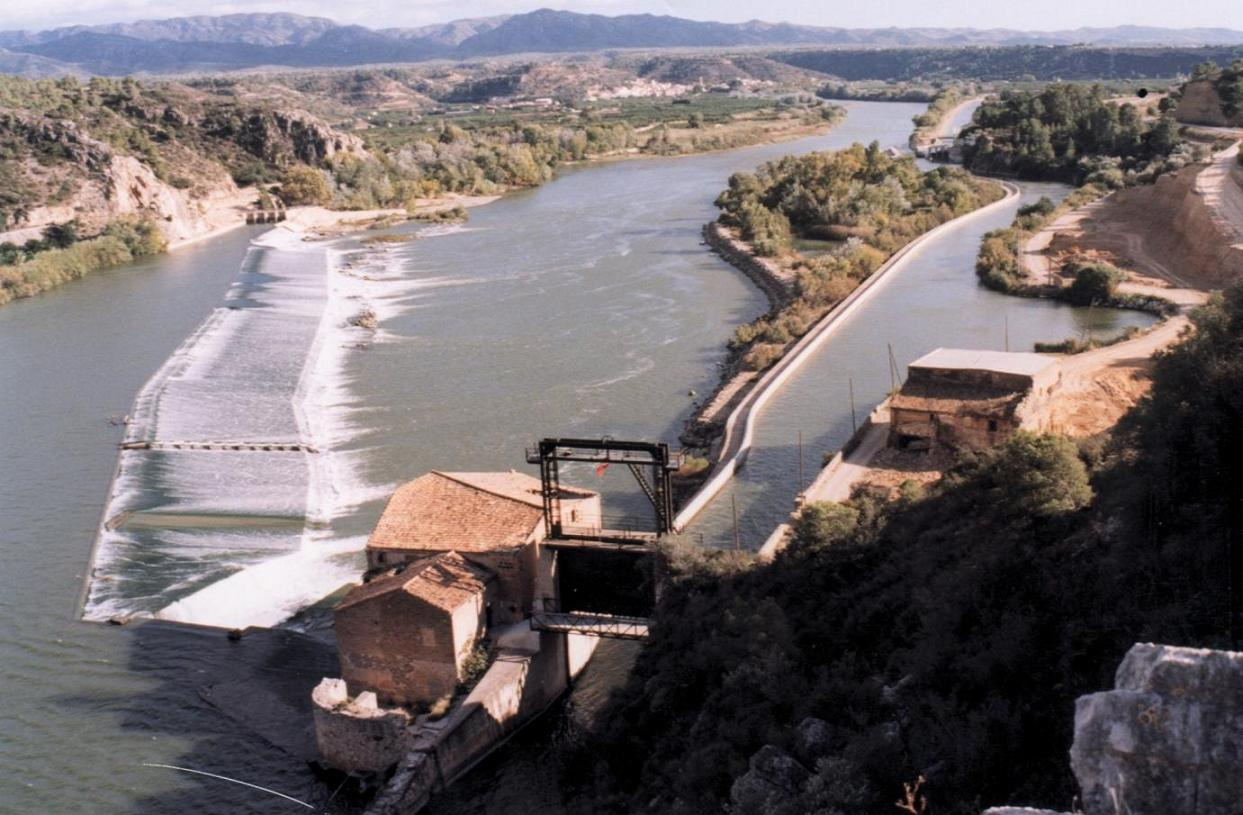
Azud de Cherta.

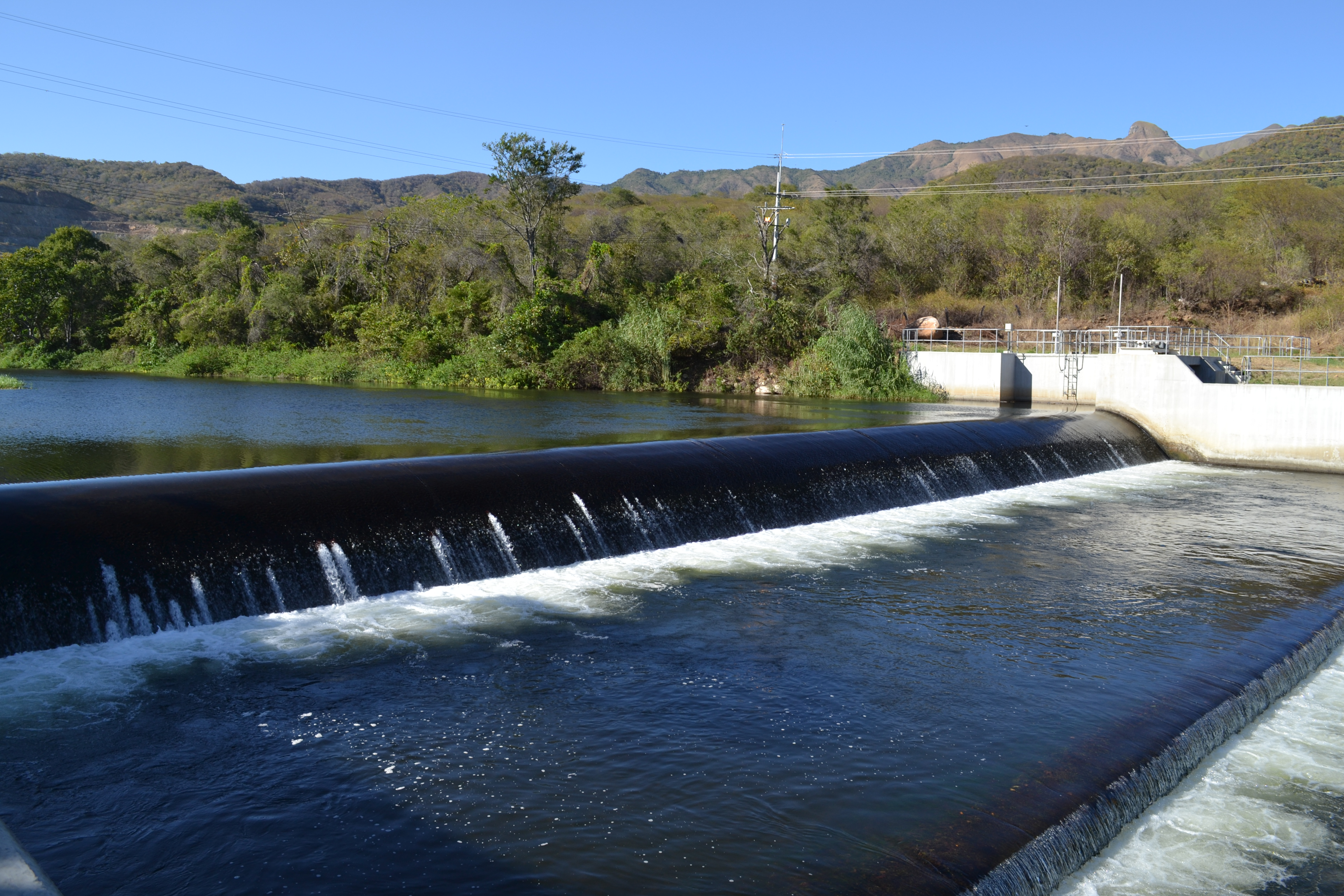
Presa derivadora en el río Ranchería en la Guajira, Colombia.

Una presa derivadora es una presa que desvía todo o una parte del flujo de un río de su curso natural. Las presas derivadoras generalmente no retienen agua en un reservorio; en cambio, el agua se desvía hacia un curso de agua artificial o canal, que puede usarse para riego o regresar al río después de pasar por los  generadores de una hidroeléctrica, desembocar en un río diferente o ser represado formando un depósito en el suelo o agua subterránea o un drenaje pluvial. El españolismo azud (del árabe:سد as sad, "barrera") se refiere a una construcción similar realizada para elevar el nivel de agua de un arroyo o río con el fin de derivar parte de dicho caudal a las zanjas de riego u otras conducciones de abastecimiento. En España se suele conservar la denominación de origen árabe para las presas de pequeño tamaño y de origen andalusí o árabe en general.
Una presa derivadora temprana fue la Presa de los infieles en Wadi Al-Garawi construida por los egipcios en la primera mitad del tercer milenio antes de Cristo cerca de la ciudad de Menfis para el control de inundaciones y se considera la presa más antigua de ese tamaño en el mundo.  La estructura tenía 102 metros de largo en su base y 87 metros de ancho. Fue destruido por una inundación antes de ser completada.

## Clasificación
Las presas derivadoras son una de las tres clasificaciones de presas que incluyen: presas de depósito, presas de detención y presas derivadoras. Las presas de depósito se utilizan para retener agua durante períodos prolongados. El agua retenida se puede usar para el riego, ganado, suministro de agua municipal, recreación y generación de energía hidroeléctrica. Las presas de detención se construyen para capturar la escorrentía superficial para prevenir inundaciones y atrapar sedimentos regulando la tasa de flujo de la escorrentía en los canales río abajo. Las presas de desvío se utilizan para elevar el nivel del agua con el fin de redirigir el agua a la ubicación designada. El agua desviada se puede utilizar para suministrar sistemas de riego o embalses.

## Usos

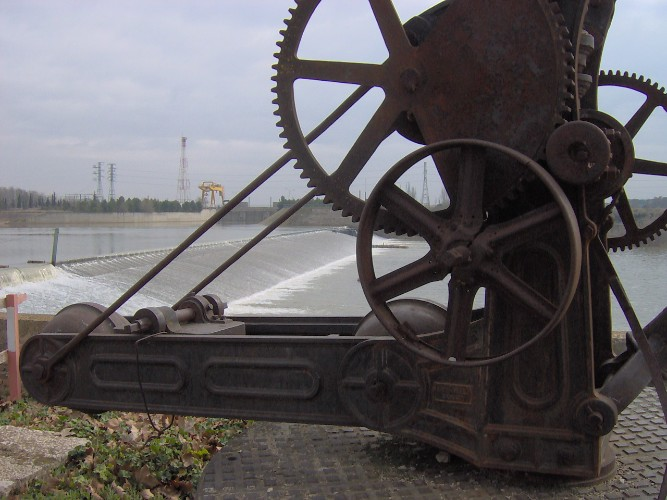
Azud de Pignatelli en el río Ebro.

Las presas derivadoras se instalan para elevar el nivel del agua de un cuerpo de agua y permitir que el agua sea redirigida. El agua redirigida se puede utilizar para abastecer sistemas de riego, embalses o instalaciones de generación de energía hidroeléctrica. El agua desviada por la presa derivadora a los embalses se puede utilizar para aplicaciones industriales o para el suministro de agua municipal.. La presa derivadora era parte importante en los sistemas de regadío por métodos tradicionales, en los que, junto a los acueductos, formaban un sistema hidráulico que, además de servir de uso para riego, alimentaba los lavaderos, abrevaderos para animales e incluso se utilizaba la fuerza del agua para los molinos de agua. Estos sistemas siguen siendo usados en la zona mediterránea, principalmente en la huerta de Valencia y la huerta de Murcia.

## Construcción
El diseño de una presa derivadora se clasificará en uno de cuatro tipos básicos: presas estilo terraplén, presas estilo contrafuerte, presas estilo arco y presas estilo gravedad..

### Presa derivadora estilo terraplén o de materiales sueltos
Las presas derivadoras de estilo terraplén se construyen para contrarrestar la fuerza del agua que empuja la presa mediante la construcción de una presa con suficiente peso para resistir la fuerza. Las presas de terraplén se hacen comúnmente con materiales en el área circundante donde se está construyendo la presa. Los materiales generalmente incluyen: arena, grava y rocas. La combinación de estos materiales de construcción con arcilla o una membrana impermeable le da integridad a la presa del terraplén. Como resultado, la combinación de su construcción simple y los materiales de construcción disponibles localmente, el costo de construir una presa de terraplén es más bajo que los otros tipos de presas..

### Presa derivadora estilo contrafuerte
Las presas derivadoras estilo contrafuerte están diseñadas utilizando soportes angulares en el lado corriente abajo de la presa. Los soportes se fijan a la pared de la presa para ayudar a contrarrestar la fuerza del agua sobre la presa. Las presas de tipo contrafuerte se construyen a lo largo de valles amplios que no tienen una base sólida de roca. El lecho de roca es roca sólida que forma la parte superior de la corteza terrestre. El lecho de roca puede ser de origen sedimentario, ígneo y metamórfico.. Las presas de contrafuerte requieren una amplia estructura de acero y mano de obra. Como resultado, las presas estilo contrafuerte son costosas de construir y rara vez se construyen en la actualidad.

### Presa derivadora estilo arco
Las presas derivadoras de estilo arco están diseñadas con una forma de arco con la parte superior del arco hacia arriba. La forma del arco proporciona una fuerza extra para contrarrestar la fuerza del agua. Las presas estilo arco se construyen generalmente en cañones estrechos. Las presas estilo arco se hacen comúnmente de hormigón. Para garantizar la integridad de la presa, se requiere un contacto sólido entre los cimientos del lecho de roca y la base de hormigón de la presa. La presa de estilo domo es un tipo de presa de arco. La presa de estilo domo se curva tanto en el plano horizontal como en el vertical. La presa estilo arco solo se curva en la horizontal.

### Presa derivadora de estilo por gravedad
Las presas derivadoras o de estilo por gravedad se construyen para no contrarrestar la fuerza del agua que empuja la presa mediante la construcción de una presa con suficiente peso para resistir la fuerza. Las presas de gravedad se construyen comúnmente con mampostería o cemento. Los cimientos de las presas de gravedad generalmente se construyen sobre una base de roca sólida. Sin embargo, las presas de gravedad pueden construirse sobre terreno no consolidado siempre que se tomen las medidas adecuadas para detener el flujo de agua debajo de la presa. Si el agua entrara por debajo de la presa, la presa podría fallar.